# 歐文·查特威克
威廉·歐文·查特威克，OM，KBE，FBA，FRSE[?]（1916年5月20日—2015年7月17日），英國聖公會牧師、基督宗教歷史學家及大學行政人員，1956年至1983年任劍橋大學塞爾文學院院長，1969年至1971年任劍橋大學校長。
查特威克畢業於劍橋聖約翰學院和庫德斯登學院，1941年獲按立為牧師，1947年返回劍橋大學任職，除了塞爾文學院院長和劍橋大學校長的職務以外，他還於1947年至1956年擔任劍橋大學三一學堂院士、1958年至1969年任迪克西基督教教會歷史教授、以及在1968年至1983年出任欽定現代歷史教授，1983年從劍橋大學退休後，他曾於1985年至1994年榮任東英吉利亞大學校監等職。
查特威克專研基督宗教歷史，多年來著作甚豐，題材涉獵基督宗教在西方歷史上不同時期的演變，以及在當代西方社會的發展。具歷史學和神學背景的他還把兩者結合，提出把宗教歷史融入現代歷史，並把道德批評和宗教觀應用到他的歷史研究上，是20世紀中後期少有的學者牧師。

## 生平

### 早年生涯
查特威克1916年5月20日生於英國根德郡布羅姆利，父親約翰·查特威克（John Chadwick）任職大律師，母親名叫伊迪絲·霍洛克斯（Edith Horrocks）。查特威克的父母共育有四子兩女，他是家中的二哥。他的長兄約翰·查特威克爵士（Sir John Chadwick，1911年－1987年）是外交官；三弟亨利·查特威克（Henry Chadwick，1920年－2008年）是神學家和教會歷史學家；四弟馬田·查特威克（Martin Chadwick，1927年－1998年）也在教會擔任牧職。
查特威克1929年至1935年受教於根德郡的湯布里奇公學，1936年升讀劍橋大學聖約翰學院，主修歷史和神學。他在大學的學業表現出眾，曾於神學優等考試取得一級成績，後於1939年獲文學士（B.A.）學位畢業，1942年再獲校方頒授文學碩士（M.A.）學位。查特威克在學期間也熱衷於欖球運動，早在湯布里奇公學受教的時候，他已經是校隊成員，並曾擔任校隊隊長。在劍橋攻讀期間，他還於1936年獲挑選到英國國家隊，前往阿根廷作賽；此外，由1936年至1938年間，他每年都代表劍橋參與與牛津大學合辦的聯校欖球賽，並連續三年獲頒藍色榮譽。
1939年從劍橋大學畢業後的同一年，查特威克選擇入讀以教授神學聞名的庫德斯登學院（Cuddesdon College）深造，為擔任牧職作好準備。1940年從該神學院畢業後，他在同年加入英國聖公會，獲任命為教會執事，旋於翌年獲按立為牧師。此後，他在1940年至1942年在哈德斯菲爾德的聖約翰堂擔任助理牧師，以及在1942年至1946年出任伯克郡威靈頓公學的駐校牧師。

### 劍橋生涯

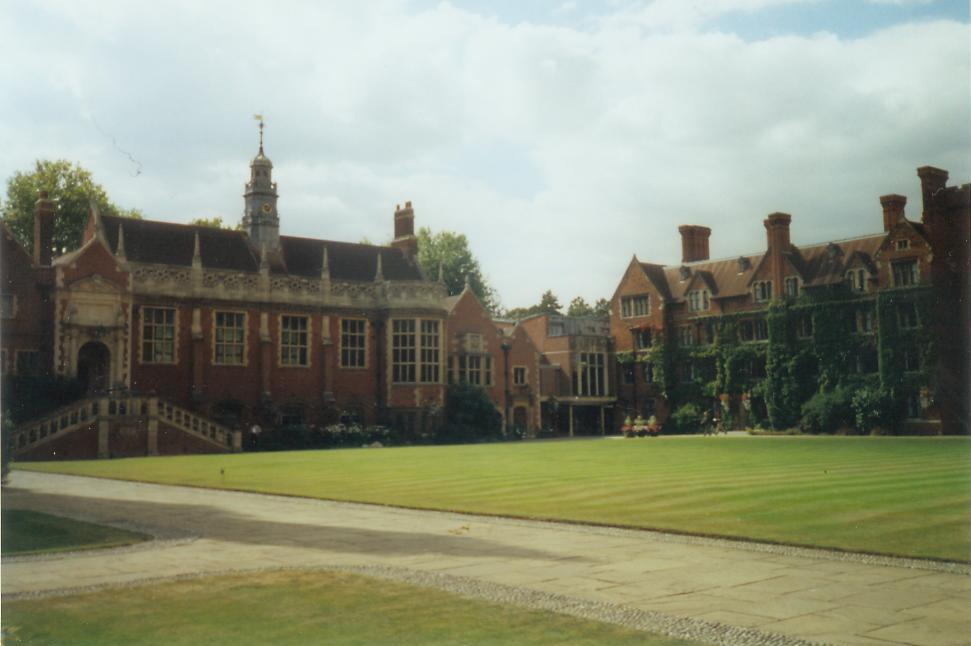
查特威克由1956年到1983年擔任劍橋大學塞爾文學院院長

1947年，查特威克返回劍橋大學，應聘出任三一學堂院士，任內除了在1949年至1956年兼任該堂學監，還繼續鑽研神學，終於1955年從母校聖約翰學院取得神學博士（D.D.）學位。1956年，查特威克進一步獲任命為劍橋大學塞爾文學院院長，他在任前後27年，到1983年才告榮休。
在該院院長任內，他推動了不少改革，當中包括繼續進行由前人開始修改學院院章和學規的工作，使古老的辦學文件追上當代的標準；同時，他廢除為該院院士設立的宗教考試，使學院進一步脫離教會。這一系列的改革，促成塞爾文學院得以在1958年正式取得全學院地位，得以完全併入劍橋大學的學院制體系。
在他的帶領下，塞爾文學院發展迅速，學院除了在1976年起接納女生入讀外，學生總數在他任內也錄得雙倍的增長，連帶學院的學術地位和名氣也逐漸提昇。為答謝他的貢獻和表揚他的學術成就，他在1983年卸任院長後，旋獲選為該院院士。
在塞爾文學院的工作以外，查特威克還兼任過不少職務，包括在1958年至1968年擔任劍橋大學迪克西基督教教會歷史教授（Dixie Professor of Ecclesiastical History）、1968年至1983年出任欽定現代歷史教授（Regius Professor of Modern History）、以及在1966年至1970年出任大主教教會及國家事務委員會主席等。在1969年至1971年，他還以兩年聘用期的形式，獲邀出任劍橋大學校長。
六十年代的英國大學的學生運動可謂此起彼落，即使是在他擔任劍橋大學校長任內也不例外，1970年2月13日發生的花園別墅暴動，更是轟動一時。該次暴動起因，源於有大批劍橋學生集結在大學校園附近的花園別墅酒店，反對酒店舉辦一場由希臘政府參與籌辦的「希臘節」活動，以示對當時的希臘軍政府法西斯政權施以抵制。事件隨後演變成為小型暴動，酒店被學生搗毀，造成多人受傷。事後，15名被指發起暴動的學生遭正式落案起訴；經法庭在1970年6月和7月展開聆訊後，其中七名學生獲判無罪釋放，但餘下八名被判罪名成立的學生，則被重判入獄或進入感化院，當中有學生的刑期更長達18個月。
主審法官梅爾福德·史蒂文森爵士在判詞中特別解釋，重判滋事學生是因為他們受到「某些大學高層的邪念影響」，引起輿論熱議。不過，查特威克對有關指控予以公開否認，強調沒有大學高層煽動暴亂，而該批被判入獄和接受感化的學生，在服刑期滿後獲准恢復學業，但終身留下刑事紀錄。

### 學術著作
查特威克一家四兄弟中，包括他在內的其中三人都在聖公會擔任牧職，教會氣氛濃厚。不過，影響他把歷史和神學研究結合的，卻是另有其人。第一位是德國信義宗牧師馬丁·尼莫拉。尼莫拉在1937年因反對納粹德國政權而被捕入獄，事件對當時仍在劍橋大學求學的查特威克起很大的啟發。查特威克曾形容尼莫拉是「站在道德原則對抗暴政的歐洲良心」和「遭到監禁、卻是德國最自由的人」，尼莫拉的事蹟促使他日後的研究著作中，都會投入一種道德批判角度分析歷史。第二位在學術上對查特威克影響深遠的人物，是他在劍橋求學時的導師基督宗教歷史學家馬丁·查爾斯沃思（Martin Charlesworth），查爾斯沃思不單為他打好學術根基，也啟發他立志在教會擔任牧職，並在日後成為一位基督宗教歷史學家。
1947年返回劍橋大學後，查特威克開始發表多份與基督宗教歷史為題材的著作，也有在不同的學術期刊發表文章。他在劍橋大學任職期間的主要著作，包括在1957年出版的《從波舒哀到紐曼》（From Bossuet to Newman）、1964年出版的《宗教改革》（The Reformation）、1966年和1970年分兩冊出版的《維多利亞時代的教會》（The Victorian Church）、1975年出版的《歐洲思想中的世俗化》（The Secularization of the European Mind）、以及在1981年出版的《歷任教宗與歐洲變革》（The Popes and European Revolution）等等。
1983年離開劍橋後，查特威克仍繼續發表多份歷史著作，當中計有在1987年出版的《二戰期間的英國與梵蒂岡》（Britain and the Vatican during the Second World War）、1992年出版的《冷戰時期的基督教教會》（The Christian Church in the Cold War）、1995年出版的《基督宗教史》（A History of Christianity）、1998年出版的《歷任教宗史：1830年－1914年》（A History of the Popes 1830-1914）、以及在2001年出版的《歐洲大陸早期的宗教改革》（The Early Reformation on the Continent）等書。這些著作大部份探討天主教和基督教在歷史上不同時期的演變，也有部份研究基督宗教在當代西方社會的發展。
作為在當代的劍橋大學日益罕見的學者牧師，查特威克積極把宗教歷史融入現代歷史，使之成為歷史研究範疇的其中一條主流。他曾解釋「歷史訴說人類的經歷」，而鑑於至少在西方而言，這種經歷大部份都與宗教密不可分，因此「現代歷史觀點是由基督教世界而來」。另一方面，查特威克的歷史著作注入一種衛道意識，並把他堅定的宗教信仰應用到他的歷史研究。不過，他也曾經表示解讀歷史與堅守道德觀念有時候會存在衝突，原因是個人的道德觀會左右歷史學者本身，但道德觀卻同時是一個人不可或缺的本質。因此，查特威克在其歷史著作中，往往會特別嘗試從一個平衡兩方的角度分析歷史事件和人物。

### 晚年生涯
1983年離開劍橋後，查特威克繼續撰寫多本與基督宗教歷史有關的著作。除此之外，他還身兼多項公職，當中包括在1981年至1985年出任英國學院院長、1985年至1994年榮任東英吉利亞大學校監、以及在1988年至1994年擔任倫敦國家肖像館信託會主席等職。
為肯定查特威克的學術成就，他多年來分別獲英國多家高等院校頒授榮譽博士學位，當中包括由牛津大學於1973年頒授的榮譽神學博士（Hon. D.D.）學位和劍橋大學於1987年頒授的榮譽文學博士（Hon. D.Litt.）學位等。此外，他除了在1962年當選英國學院院士以外，也在1964年獲母校劍橋大學聖約翰學院選為榮譽院士，以及於1981年獲沃爾夫森歷史獎。1982年，英廷向他頒授KBE勳銜，但作為神職人員的他按照慣例沒有使用「爵士」頭銜。翌年，英女皇伊利沙伯二世親自選定向他授予功績勳章，使他成為歷來首位獲得該面勳章的神職人員。
2015年7月17日，歐文·查特威克逝世，終年99歲。

## 個人生活
查特威克在1949年12月28日於諾定咸娶露絲·霍爾沃德（Ruth Hallward）為妻，兩人共育有兩子兩女。自任職於劍橋大學到他退休以後，他都以劍橋為居住地。欖球運動是他的主要興趣。

## 部份著作
- Chadwick, Owen, From Bossuet to Newman. Cambridge: University Press, 1957.[1]
  - （直譯：歐文·查特威克著，《從波舒哀到紐曼》。劍橋：大學出版社，1957年。）
- Chadwick, Owen, Victorian Miniature. London : Hodder and Stoughton, 1960.[15]
  - （直譯：歐文·查特威克著，《維多利亞時代微觀》。倫敦：賀德及斯托頓，1960年。）
- Chadwick, Owen, The Reformation. Harmondsworth: Penguin, 1964.[1]
  - （直譯：歐文·查特威克著，《宗教改革》。哈蒙斯沃斯：企鵝圖書，1964年。）
- Chadwick, Owen, The Victorian Church, Part 1: 1829–1859. London: A. & C. Black, 1966.[1]
  - （直譯：歐文·查特威克著，《維多利亞時代的教會第一部：1829年－1859年》。倫敦：A及C·布拉克，1966年。）
- Chadwick, Owen, The Victorian Church, Part 2: 1860–1901. London: A. & C. Black, 1970.[1]
  - （直譯：歐文·查特威克著，《維多利亞時代的教會第二部：1860年－1901年》。倫敦：A及C·布拉克，1970年。）
- Chadwick, Owen, The Secularization of the European Mind. Cambridge: Cambridge University Press, 1975.[1]ISBN 978-0-52120-892-5
  - （直譯：歐文·查特威克著，《歐洲思想中的世俗化》。劍橋：劍橋大學出版社，1975年。）
- Chadwick, Owen, The Popes and European Revolution. Oxford: Clarendon Press, 1981.[1]ISBN 978-0-19826-919-9
  - （直譯：歐文·查特威克著，《歷任教宗與歐洲變革》。牛津：克拉倫登出版社，1981年。）
- Chadwick, Owen, Britain and the Vatican during the Second World War. Cambridge: Cambridge University Press, 1988.[1]ISBN 978-0-52132-242-3
  - （直譯：歐文·查特威克著，《二戰期間的英國與梵蒂岡》。劍橋：劍橋大學出版社，1988年。）
- Chadwick, Owen, Michael Ramsey: A Life. Oxford: Oxford University Press, 1990.[15]ISBN 978-0-19826-189-6
  - （直譯：歐文·查特威克著，《邁克爾·拉姆齊：生平》。牛津：牛津大學出版社，1990年。）
- Chadwick, Owen, The Spirit of the Oxford Movement. Cambridge: Cambridge University Press, 1990.[15]ISBN 978-0-52137-487-3
  - （直譯：歐文·查特威克著，《牛津運動之精神》。劍橋：劍橋大學出版社，1990年。）
- Chadwick, Owen, The Christian Church in the Cold War. London: Allen Lane the Penguin Press, 1992.[1]ISBN 978-0-71399-046-1
  - （直譯：歐文·查特威克著，《冷戰時期的基督教教會》。倫敦：艾倫里企鵝出版社，1992年。）
- Chadwick, Owen, A History of Christianity. London: Weidenfeld & Nicolson, 1995.[1]ISBN 978-0-29781-577-8
  - （直譯：歐文·查特威克著，《基督宗教史》。倫敦：韋登菲爾德及尼可遜，1995年。）
- Chadwick, Owen, A History of the Popes 1830-1914. Oxford: Clarendon Press, 1998.[1]ISBN 978-0-19826-922-9
  - （直譯：歐文·查特威克著，《歷任教宗史：1830年－1914年》。牛津：克拉倫登出版社，1998年。）
- Chadwick, Owen, Acton and History. Cambridge: Cambridge University Press, 1998.[15]ISBN 978-0-51100-487-2
  - （直譯：歐文·查特威克著，《阿克頓及歷史》。劍橋：劍橋大學出版社，1998年。）
- Chadwick, Owen, The Early Reformation on the Continent. Oxford: Oxford University Press, 2001.[1]ISBN 978-0-19826-902-1
  - （直譯：歐文·查特威克著，《歐洲大陸早期的宗教改革》。牛津：牛津大學出版社，2001年。）

## 榮譽

### 殊勳
- 以下列出榮譽全稱及縮寫：^ 
  - 英國學院院士（F.B.A.） （1962年[6]）
  - 沃爾夫森歷史獎 （1981年[1]）
  - 英帝國爵級司令勳章（K.B.E.） （1982年元旦授勳名單[16]）
  - 功績勳章（O.M.） （1983年11月11日[17]）
  - 皇家歷史學會院士（F.R.Hist.S.[3]）
  - 愛丁堡皇家學會院士（F.R.S.E.[1]）
  - 美國文理科學院榮譽會員 （美國[1]）

### 榮譽學位
- 榮譽神學博士[1]
  - 聖安德魯斯大學 （1960年）
  - 牛津大學 （1973年）
  - 威爾斯大學 （1993年）
- 榮譽文學博士[1]
  - 根德大學 （1970年）
  - 哥倫比亞大學 （1977年，美國）
  - 東英吉利亞大學 （1977年）
  - 布里斯托大學 （1977年）
  - 倫敦大學 （1983年）
  - 里茲大學 （1986年）
  - 劍橋大學 （1987年）
- 榮譽法學博士[1]
  - 阿伯丁大學 （1986年）
- 榮譽院士[15]
  - 劍橋大學聖約翰學院 （1964年）

## 注腳
1. 1 2 3 4 5 6 7 8 9 10 11 12 13 14 15 16 17 18 19 20 21 22 23 24 25 26 27 28 29 30 31  International Who's who of Authors and Writers (2008), p.129.
2. 1 2 3 4 5 6  Mayr-Harting (2013), p.201.
3. 1 2 3 4 5  The register fo Tonbridge School from 1900 to 1965 (1966), p.165.
4. ↑  "Owen Chadwick" (retrieved on 23 November 2013)
5. ↑  Marshall and Jordon (1951), p.252.
6. 1 2 3 4 5 6 7 8 9  Crockford's Clerical Directory 1987/88 (1987), p.97.
7. 1 2 3 4 5 6 7 8 9 10 11 12 13 14 15 16 17  Poon (retrieved on 23 November 2013)
8. ↑  "Students invade a Cambridge hotel" (14 February 1970)
9. 1 2  Bevan (Michaelmas 2010)
10. 1 2  "Seven students acquitted" (3 July 1970)
11. 1 2  "Cambridge shocked as six students are gaoled" (4 July 1970)
12. ↑  "Sir Melford Stevenson, A Judge and Barrister" (30 December 1987)
13. ↑  Brooke (1993), p.557.
14. ↑  "Student protest led to prison sentence" (17 February 2010)
15. 1 2 3 4 5 6  "The Revd Professor W Owen Chadwick" (retrieved on 23 November 2013)
16. 1 2  "Supplement to Issue 48837 （页面存档备份，存于）", London Gazette, 30 December 1981, p.8.
17. 1 2  "Issue 49543 （页面存档备份，存于）", London Gazette, 18 November 1983, p.1.
18. ↑  . sel.cam.ac.uk.   [2015-07-20]. （原始内容存档于2015-07-21）.
19. 1 2  Kay (1987), p.98.

## 外部連結
- 歐文·查特威克專訪（2008年2月29日）
  - 第一部份 （页面存档备份，存于）
  - 第二部份 （页面存档备份，存于）

| 學術機關職務                 | 學術機關職務                                    | 學術機關職務              |
| ---------------------------- | ----------------------------------------------- | ------------------------- |
| 前任： 諾曼·賽克斯           | 劍橋大學迪克西基督教教會歷史教授 1958年－1968年 | 繼任： 恩內斯特·戈登·魯普 |
| 前任： 威廉·特爾弗           | 劍橋大學塞爾文學院院長 1956年－1983年           | 繼任： 艾倫·庫克爵士      |
| 前任： 赫伯特·巴特菲爾德爵士 | 劍橋大學欽定現代歷史教授 1968年－1983年         | 繼任： 傑弗里·埃爾頓      |
| 前任： 艾力·阿什比爵士       | 劍橋大學校長 1969年－1971年                     | 繼任： 威廉·亞歷山大·迪爾 |
| 前任： 法蘭克斯勳爵          | 東英吉利亞大學校監 1985年－1994年               | 繼任： 傑弗里·艾倫爵士    |